# Ryggradslösa djur

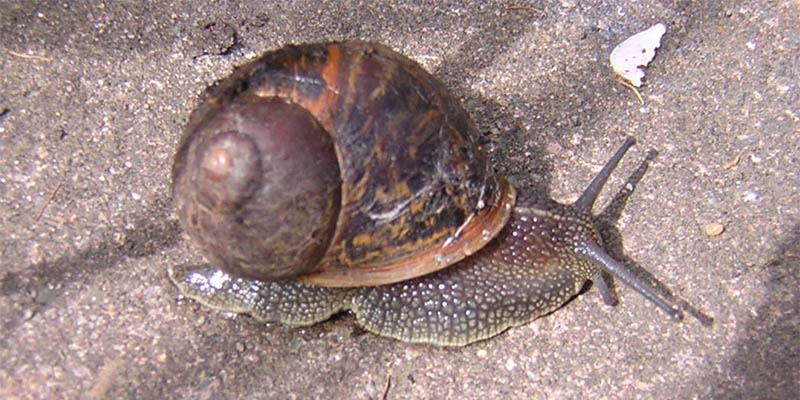
En snäcka i släktet Helix.

Ryggradslösa djur eller evertebrater (Evertebrata) är ett samlingsnamn för alla de djurgrupper som inte ingår i ryggradsdjuren och inkluderar till exempel blötdjur, leddjur, armfotingar, nässeldjur och många fler. Gemensamt för dessa djur är att de saknar ryggrad. Gruppen är parafyletisk och omfattar cirka 97 procent av alla djurarter. Begreppet saknar värde inom taxonomi.
Linné definierade gruppen i sin bok Systema naturae. Hans dåvarande system gav gruppen två stammar – insekter och maskar. Begreppet myntades dock av Jean-Baptiste Lamarck. Senare forskning har konstaterat att ryggsträngsdjuren (Chordata) är ett förstadium till ryggradsdjuren. När det gäller antal arter, är majoriteten i den kända biologiska mångfalden bestående av ryggradslösa djur. Det fanns 1,7 till 1,8 miljoner fastställda arter 2005, cirka 990 000 av dem var ryggradslösa djur.